# Szemere, Borsod-Abaúj-Zemplén
Szemere este un sat în districtul Encs, județul Borsod-Abaúj-Zemplén, Ungaria, având o populație de 376 de locuitori (2011). 

## Demografie
Componența etnică a satului Szemere
     Maghiari (70,5%)
     Romi (29,5%)
Componența confesională a satului Szemere
     Romano-catolici (57,45%)
     Reformați (18,09%)
     Fără religie (5,85%)
     Greco-catolici (1,06%)
     Necunoscută (17,55%)
Conform recensământului din 2011, satul Szemere avea 376 de locuitori. Din punct de vedere etnic, majoritatea locuitorilor (70,5%) erau maghiari, cu o minoritate de romi (29,5%).  Din punct de vedere confesional, majoritatea locuitorilor (57,45%) erau romano-catolici, existând și minorități de reformați (18,09%), persoane fără religie (5,85%) și greco-catolici (1,06%). Pentru 17,55% din locuitori nu este cunoscută apartenența confesională.